# 回龙镇 (镇安县)
回龙镇，是中华人民共和国陕西省商洛市镇安县下辖的一个乡镇级行政单位。

## 行政区划
回龙镇下辖以下地区：
回龙村、水源村、枣园村、百合村、青娥村、宏丰村、双龙村、万寿村和和坪村。